# Karát (hmotnost)
Karát (ct) je jednotka hmotnosti používaná v klenotnictví pro drahokamy (zejm. diamanty) či perly. Nepatří do soustavy SI.
V současné době se používá tzv. metrický karát, který je roven přesně 200 mg (0,2 g).
Tato jednotka byla historicky odvozena z hmotnosti semene svatojánského chleba (lat. Ceratonia siliqua), které bylo ve středověku používáno v Arábii a Persii pro určování ceny drahých kamenů. Důvodem je skutečnost, že velikost a hmotnost těchto semen je poměrně všude stejná v uvedených oblastech světa a semena jsou běžně dostupná.
Kámen o hmotnosti 10 g má tedy 50 karátů, šperkové drahé kameny a diamanty běžně prodávané mají obvykle hmotnost v desetinách karátu, až v jednotkách karátů.
Pravý diamant briliantového brusu o hmotnosti 1 ct má cca 6 mm v průměru.
U drahých broušených kamenů se tedy setkáme s použitím například 1,04 ct stejně tak 1,04 Ct nebo 1,04 CT což je stejné.
Nebroušené kameny, tedy surovina, se však váží na gramy či kilogramy.
V praxi se můžeme setkat například s popisem přívěsek zlato 14 kt safír 14 ct.
Později používané velikosti karátu se mírně lišily, ke sjednocení na definici metrického karátu došlo na 4. generální konferenci pro míry a váhy (CGPM) v roce 1907. Do soustavy SI však karát nepatří.

## Převod na další jednotky
- 1 karát = 200 mg = 0,2 g
- 1 karát ≈ 0,007055 oz
- 1 karát ≈ 3,086 gr